# Cathédrale des Martyrs-de-l'Ouganda de Ruyigi
La cathédrale des Martyrs-de-l’Ouganda de Ruyigi est le siège du diocèse de Ruyigi. Cette cathédrale catholique est située à Ruyigi, capitale éponyme de la province de Ruyigi, au Burundi. Elle est dédiée aux vingt-deux saints martyrs de l’Ouganda.